# Engenho de Dentro

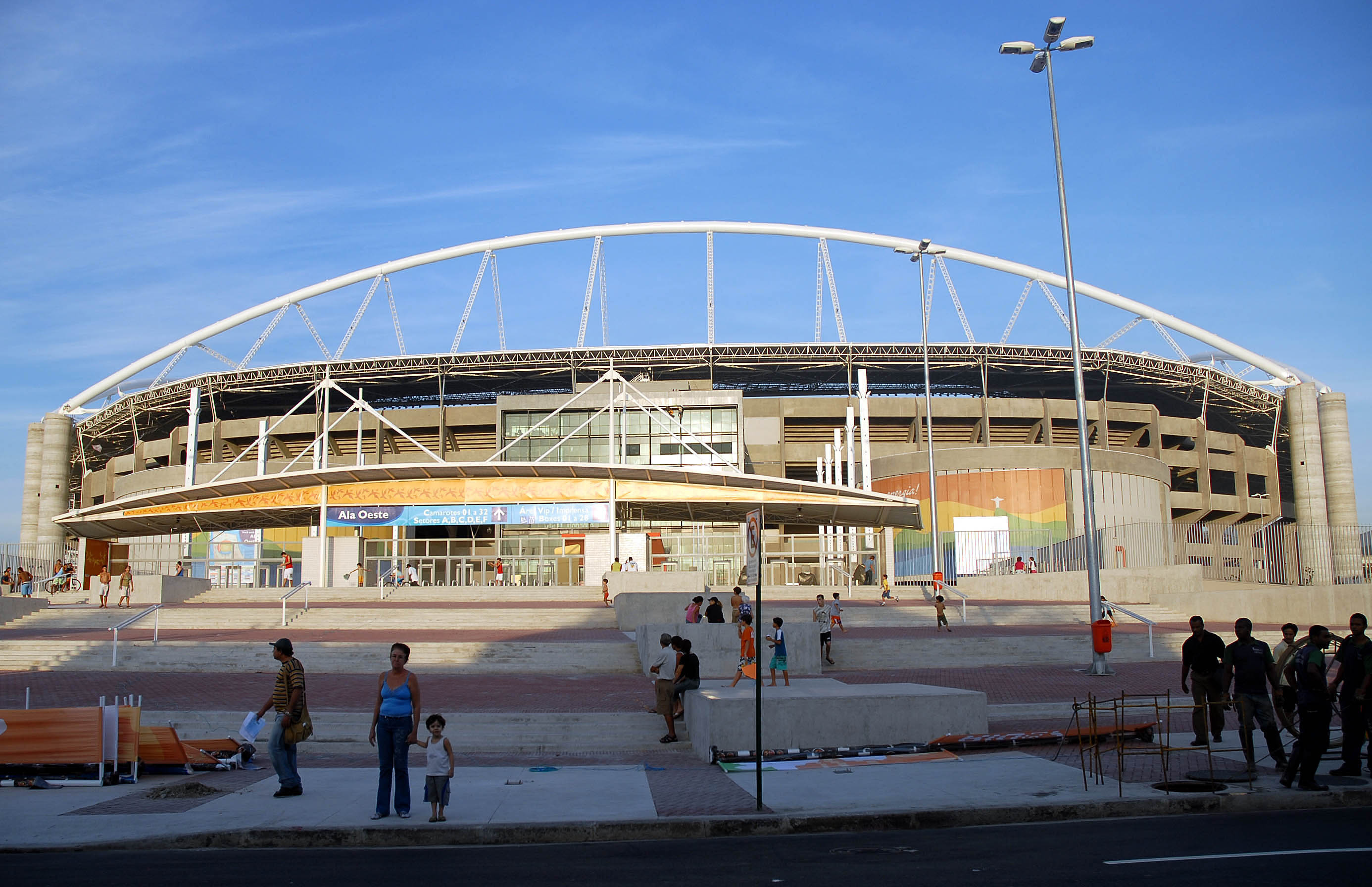
fotbollsstadium Estádio Olímpico João Havelange

Engenho de Dentro är en stadsdel i Rio de Janeiro, Brasilien. Namnet är efter en så kallad engenho, sockerfabrik, som låg här under kolonialtiden. Stadsdelen grundlades under slutet av 1800-talet i samband med järnvägens utbyggnad.
I stadsdelen finns ett tågmuseum och ett konstmuseum tillägnat verk från psykiskt sjuka: Museu de Imagens do Inconsciente. Här ligger fotbollsstadion Estádio Olímpico João Havelange, allmänt kallad Engenhão.